# Orthographe
Gli Orthographe sono una compagnia teatrale fondata nel 2005 da Angela Longo e Alessandro Panzavolta a Ravenna.

## Storia della compagnia
Gli Orthographe nascono nel 2005 in seguito alla selezione del progetto di Angela Longo e Alessandro Panzavolta dal titolo Orthographe de la physionomie en mouvement alla Biennale Teatro di Venezia diretta in quell'anno da Romeo Castellucci.  Lo spettacolo della compagnia ravennate, come il successivo dal titolo Tentativi di Volo, si svolgeva totalmente in una camera ottica, che produceva immagini fantasmatiche dagli attori che si muovevano e recitavano nella stanza adiacente.
Nel 2009, dopo aver realizzato varie opere installative fra cui Erinnerung nel 2007 e Un posto sulla terra nel 2008, gli Orthographe realizzarono Controllo Remoto, con la produzione di Inteatro Festival di Polverigi e del Rotterdamse Schouwburg di Rotterdam, spettacolo incentrato sulla rappresentazione della guerra.

## Opere
- 2013 - Erano ariani
- 2012 - Una settimana di bontà
- 2010 - ¡thump flash!
- 2010 - Gorgone
- 2009 - Controllo remoto
- 2008 - Fuoco bianco su fuoco nero
- 2008 - Sopravvivenze
- 2008 - Tentativi di volo
- 2008 - Un posto sulla terra
- 2007 - Erinnerung
- 2005 - Orthographe de la physionomie en mouvement